# Gimje
Gimje (Gimje-si) é uma cidade sul-coreana localizada na província de Jeolla do Norte.

## Festival do Horizonte
Gimje é conhecida como a região onde o céu se encontra com o solo, daí o festival de horizonte ou jipyeongseon. Todos os anos, o Festival do Horizonte de Gimje acolhe uma grande variedade de programas, incluindo concurso de Samullori (quarteto de percussão tradicional), concurso de desenho de paisagem rural, apresentações comemorativas, desfile de rua, Ssireum (luta livre) e os casamentos tradicionais.

## Cidades-irmãs
- Gumi, Coreia do Sul
- Kikuchi, Japão
- Nantong, China
- Donghae, Coreia do Sul